# Kirchenprovinz Posen

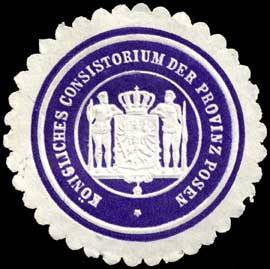
Siegelmarke des Konsistoriums Posen

Die Kirchenprovinz Posen war eine der Kirchenprovinzen der evangelischen Landeskirche in Preußen und ihrer Nachfolgerkirche, der Evangelischen Kirche der altpreußischen Union (APU). Sie umfasste mit der Provinz Posen die Gebiete, die Preußen durch die Teilungen Polens bis 1815 zugesprochen wurden.

## Zuständigkeit und Unterstellung

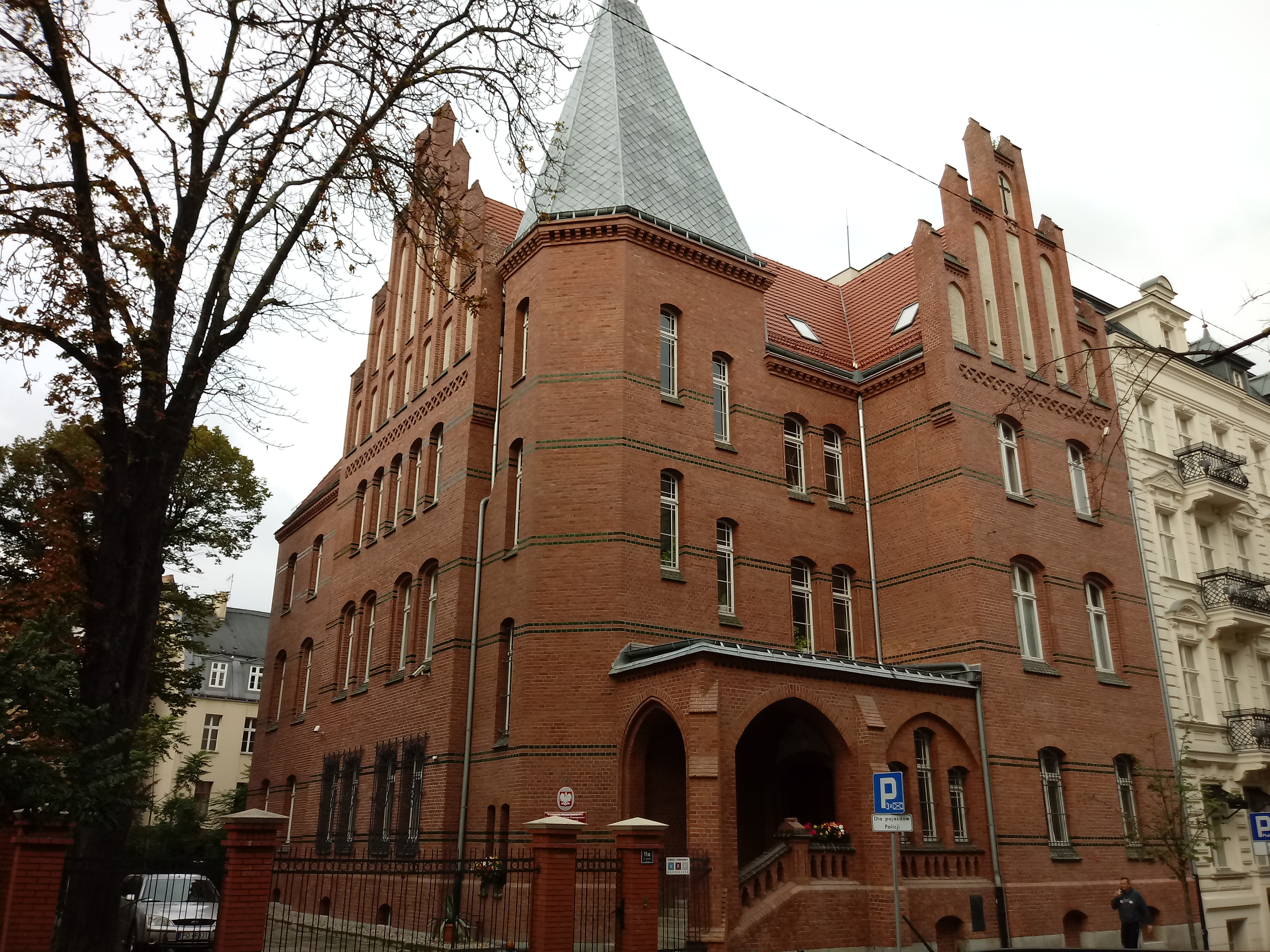
Dienstgebäude des Königlichen Konsistoriums in Posen, erbaut 1894

Wie in den anderen Kirchenprovinzen war die oberste Verwaltungsbehörde ein in der Hauptstadt der Provinz angesiedeltes Konsistorium (also bis 1919 in Posen), das im 19. Jahrhundert zumeist qua Amt vom Oberpräsidenten geleitet wurde. Erst später als in anderen Provinzen wurde ein hauptamtlicher Konsistorialpräsident eingesetzt.
Nachdem der größte Teil der Provinz 1919 unter polnische Herrschaft gekommen war, wurde aus den verbleibenden Teilen der Verwaltungsbezirk Grenzmark Posen-Westpreußen (mit Sitz in Schneidemühl) gebildet und 1922 zur gleichnamigen Provinz erhoben. Auch die Kirchenprovinz hieß seit 1923 Kirchenprovinz Grenzmark Posen-Westpreußen, die am 1. April 1941 aufgelöst wurde.
Das in Schneidemühl neu gebildete Konsistorium unterstand 1921–1923 dem Generalsuperintendenten des pommerschen Ostsprengels. Die Kirche in den an Polen gefallenen Gebieten bestand bis 1940 unter dem Namen Unierte Evangelische Kirche in Polen, dann bis 1944 als Evangelische Kirche im Wartheland.

## Generalsuperintendenten
Folgende Generalsuperintendenten gab es:
- 1828–1854: Carl Andreas Wilhelm Freymark
- 1855–1878: Friedrich Cranz
- 1880–1885: Wolfgang Friedrich Geß
- 1886–1910: Johannes Hesekiel
- 1910–1919: Paul Blau
- 1919–1921: Vakanz
- 1921–1923: vertretungsweise der Generalsuperintendent des pommerschen zweiten Sprengels
- 1923–1927: Alfred Kiehl
- 1927–1933: Otto Hegner
- 1933–1941: Johannes Grell

Johannes Staemmler war ab 1917 stellvertretender Generalsuperintendent der Kirchenprovinz Posen.

## Konsistorialpräsidenten
Das Konsistorium in Schneidemühl bestand ab Auflösung der Kirchenprovinz 1941 als Außenstelle des Konsistoriums in Stettin weiter.
- 1815–1824: Joseph von Zerboni di Sposetti (als Oberpräsident)
- 1825–1830: Theodor von Baumann (als Oberpräsident)
- 1830–1840: Eduard von Flottwell (als Oberpräsident)
- 1840–1842: Adolf Heinrich von Arnim-Boitzenburg (als Oberpräsident)
- 1843–1850: Carl Moritz von Beurmann (als Oberpräsident)
- 1850–1851: Gustav von Bonin (als Oberpräsident, 1. Amtszeit)
- 1851–1860: Eugen von Puttkamer (als Oberpräsident)
- 1860–1862: Gustav von Bonin (als Oberpräsident, 2. Amtszeit)
- 1862–1869: Karl von Horn (als Oberpräsident)
- 1869–1873: Otto von Königsmarck (als Oberpräsident)
- 1873–1877: William Barstow von Guenther (als Oberpräsident)
- 1877–1900: Conrad von der Groeben
- 1900–1919: Curt Balan (bis 1920 weiter Präsident beim Konsistorium in Posen)
- 1919–1921: vertretungsweise der Konsistorialpräsident in Berlin[6]
- 1921–1923: vertretungsweise der Konsistorialpräsident in Stettin
- 1923–1927: Alfred Kiehl (als Generalsuperintendent)
- 1927–1933: Otto Hegner (als Generalsuperintendent)
- 1934–1936: Friedrich Koch
- 1936–1945: Friedrich-Ernst von Renesse

## Kirchenkreise
Die Kirchenprovinz war in lutherische Kirchenkreise untergliedert. Ein Kirchenkreis war in der Regel mit einem Landkreis räumlich deckungsgleich. Jeder Kirchenkreis war in der Regel mit dem Amtsbezirk eines Superintendenten identisch, der amtlich Diözese genannt wurde. Die meisten Kirchengemeinden und Kirchenkreise fielen 1919 an die Unierte Evangelische Kirche in Polen. Die neue deutsch-polnische Grenze zerschnitt dabei einige Kirchenkreise und auch einzelne Kirchengemeinden. Daher wurden diese auf beiden Seiten teilweise neu zugeschnitten. Von der aufgelösten Kirchenprovinz Westpreußen kamen die Kirchenkreise Deutsch-Krone, Flatow und Schlochau hinzu.
Bei Auflösung der Kirchenprovinz 1941 kamen die Kirchenkreise Deutsch-Krone, Flatow, Schlochau und Schneidemühl an die Kirchenprovinz Pommern, die Kirchenkreise Karge (ohne die Kirchengemeinde Schwenten) und Meseritz an die Kirchenprovinz Brandenburg und der Kirchenkreis Fraustadt und die Kirchengemeinde in Schwenten an die Kirchenprovinz Schlesien.
Die Kirchenprovinz bestand im Jahr 1898 aus insgesamt 209 Gemeinden:
| Kirchenkreis | Zugehörige Kirchengemeinden |
| ------------ | --- |
| Birnbaum     | Lindenwald, Lindenwerder, Lobsens, Neustadt bei Pinne, Prittisch, Radusch, Schweinert, Waitze, Zirke                                                                                                   |
| Bojanowo     | Bojanowo, Görchen, Jutroschin, Kröben, Punitz (Petrigemeinde), Rawitsch, Sandberg, Sarne |
| Bromberg     | Bromberg, Ciele, Crone an der Brahe, Fordon, Gogolin-Lutschmin-Schanzendorf, Lochowo, Osielsk, Otteraue-Langenau, Schleusenau, Schulitz, Sienno, Wilhelmsort                                           |
| Czarnikau    | Behle, Czarnikau, Gembitz, Romanshof, Runau, Schönlanke, Staykowo, Stieglitz |
| Eximierte    | Diakonissenhaus (Posen), St. Paulikirche (Posen) |
| Filehne      | Altsorge, Eichberg, Filehne, Groß-Drensen, Groß-Kotten, Grünfier, Kreuz |
| Fraustadt    | Driebitz (Alt), Altstadt (Fraustadt), Neustadt (Fraustadt), Heyersdorf, Luschwitz, Oberpritschen, Schlichtingsheim, Ulbersdorf                                                                         |
| Gnesen       | Gnesen, Groß-Golle, Kletzko, Libau, Revier, Rogowo, Schidlowitz, Schocken, Schwarzenau, Stralkowo, Tremessen, Welnau, Witkowow                                                                         |
| Inowrazlaw   | Elsendorf (ab 29. Juli 1862) (vorher zu Grünkirch), Groß-Neudorf, Großsee, Grünkirch, Inowrazlaw, Kaisersfelde, Klein Morin, Kruschwitz, Kwiecischewo, Louisenfelde, Mogilno, Montwy, Pakosch, Strelno |
| Karge        | Bentschen, Bomst, Chlastawe, Friedenhorst, Karge, Kopnitz, Kranz, Neutomischel, Tirschtiegel |
| Kolmar       | Brodden, Budsin, Gollantsch, Jankendorf, Kolmar, Margonin, Schneidemühl, Usch, Zachasberg |
| Krotoschin   | Dobrzyca, Kobylin, Koschmin, Krotoschin, Pogorzela, Zduny |
| Lissa        | Feuerstein, Kosten, Kotusch, Kreuzkirche (Lissa), Lubin, Razot, Reisen Schmiegel, Storchnest |
| Lobsens      | Brostowo-Friedheim, Grabau, Klein-Dreidorf, Lindenwald, Lindenwerder, Lobsens, Mrotschen, Nakel, Runowo, Sadke, Samotschin, Weißenhöhe, Wirsitz, Wissek                                                |
| Meseritz     | Bauchwitz, Betsche, Brätz, Meseritz, Pieske, Politzig, Schwerin an der Warthe, Weißensee |
| Obornik      | Gramsdorf, Murowana Goslin, Obornik, Polajewo, Rogasen |
| Posen I      | Bnin, Czempin, Jersitz, Kostschin, Krosno, Nekla-Hauland, Kreuzkirche (Posen), Pudewitz, Schroda, Schwersenz, Stenschewo, Wreschen                                                                     |
| Posen II     | Laßwitz, Johanniskirche (Lissa), Orzeszkowo, Petrikirche (Posen), Jacobigemeinde (Waschke) |
| Samter       | Duschnik, Neubrück, Obersitzko, Peterawe, Pinne, Rokietnica, Samter, Wronke |
| Schildberg   | Adelnau, Bralin (bis 1920 zu Schlesien gehörend), Grabow, Kempen (Kępno), Kobylagora, Laski-Opatow, Latowitz                                                                                           |
| Schrimm      | Borek, Breitenfeld, Jarotschin, Neustadt an der Warthe, Pleschen, Santomischel, Schrimm, Sobotka, Xions                                                                                                |
| Schubin      | Bartschin, Exin, Groß-Mirkowitz, Kowalewko, Labischin, Neukirchen, Rynarschewo, Schubin, Wongrowitz, Zerniki, Znin                                                                                     |
| Wollstein    | Buk, Grätz, Hammer-Boruy, Jablone, Konkolewo-Hauland, Kuschlin, Opalenitza, Rakwitz, Rostarschewo, Schwenten, Wollstein                                                                                |